# Luitpold av Bayern (markgreve)
Luitpold av Bayern, död 907, var regerande hertig av Bayern från 895 till 907. 